# Kurt von der Chevallerie
Kurt von der Chevallerie, nemški general, * 23. december 1891, † 18. april 1945.